# 惊涛飓浪
是2018年上映的美国生存题材剧情片，由巴塔萨·科马库执导，大卫·布兰森·史密斯、亚伦·坎德尔和乔丹·坎德尔编剧，莎蓮·活莉和山姆·克拉弗林主演，改编自塔米·奥德汉姆·阿什克拉夫特2002年出版的小说《沉浸在哀伤中的红色天空》（Red Sky in Mourning: A True Story of Love, Loss, and Survival at Sea），讲述飓风拉蒙德期间的一段真实的求生故事。
电影于2018年6月1日在美国上映，由胜图娱乐发行。影片获得影评人褒贬不一的评价，其中伍德蕾的表现及摄影获得表扬，但剧情被批过于平庸。

## 剧情
飓风出现的五个月前，操纵双桅纵帆船“索菲娅”（Sofia）号的塔米·奥德汉姆来到塔希提，遇到了英国水手理查德·夏普，夏普邀请塔米登上他的帆船“马亚卢加号”（Mayaluga）。两人在一起的时间长了，便萌生出驾驶帆船去日本的计划。
在市区，塔米和夏普遇到了彼得·克朗普顿和克莉丝汀·克朗普顿，两人是Trintella 44型帆船“壮举号”（Hazaña）的持有者。克朗普顿夫妇让夏普帮忙把“壮举号”开到美国加利福尼亚州聖地牙哥，以1万美金及回程头等舱机票作为报酬。夏普接受了这份工作，条件是塔米也要陪他一起去，而且也要有回程机票。随后夏普拿着手工打造的戒指向塔米求婚，得到同意。
夫妇俩登上“壮举号”出发，在海上度过了风平浪静的几天，直到从收音机里听到飓风拉蒙德正在逼近的新闻。尽管如此，两人还是决定要去圣迭戈。结果两人果真遇到风暴，塔米向用无线电求救，但没有回应。随后风暴改变路线，让帆船落入风暴中心眼。夏普和塔米别无选择，只好把风帆降下来，避免船只倾覆。巨浪猛烈地拍打着船只，塔米几乎要从船上掉下去。夏普和塔米示爱，希望她能去到更安全的地方，一个人生存下去。在巨浪的侵袭下，“壮举号”多次侧翻。船上的塔米被抛来抛去，头部受伤。夏普撞在桅杆上，失去意识，安全带断裂，人被侧翻的“壮举号”抛出船外，慢慢沉入海中。只见夏普匆忙调整身姿，让自己浮在水面上。
塔米恢复意识，逐渐想起刚刚发生的事情。她连忙从破败不堪的帆船中寻找夏普的身影，最终意识到夏普已经被冲下船。塔米痛苦地尖叫起来，但目光所及之处都没有船只，也没有陆地，只有塔米一个人。塔米发现船的引擎无法发动，之前通过无线电发出的求救信号也没有人听到。没过多久，塔米发现夏普紧紧抓住失踪的小艇，便立马调转帆船的方向接近他。在游泳去救夏普的时候，塔米从船上掉进海里，差点淹死。之后塔米把夏普拖上飞船，检查发现夏普的肋骨断裂，右胫骨骨折。塔米用断掉的桅杆和风暴三角帆做了一个临时的风帆，以便把船驶向夏威夷。
一天晚上，塔米看着一艘大型货船朝自己驶来，于是点燃了几根信号弹，可惜货船没有看到，直接从她附近驶过去。塔米怀疑货船是自己的幻觉，而夏普也开始发高烧了。次日太阳升起的时候，夏普告诉塔米注意红色的天空，这意味着风暴正在步步逼近。塔米搭建了一个临时的庇护所，准备迎击风暴，结果这场风暴没有想象中猛烈。
第二天，夏普不知所踪。塔米这才意识到夏普其实是自己幻想出来的，人实际上已经在海上失踪了。在海上漂泊第41天，塔米发现了一片陆地，以及一艘日本的救援船，于是点燃了两枚信号弹，成功吸引对方注意。救援船向塔米提供食物和水，将“壮举号”拖回岸边。塔米痊愈后回到塔希提，见到了夏普的船，以及夏普和她的合照，不禁痛哭起来。塔米带着一束緬梔花来到海滩上，将求婚戒指放在花的旁边，花和戒指随大海飘走。
片尾字幕显示理查德·夏普自从被冲下船后就不知所踪，只有塔米一个人幸存下来，在海上漂流了41天才获救。此后塔米仍是狂热的水手。片尾字幕出现了一大批有关现实中的塔米和夏普的新闻报道、照片和影片。

## 演员
- 莎蓮·活莉 饰 塔米·奥德姆·阿什克拉夫特（英语：Tami Oldham Ashcraft）
- 山姆·克拉弗林 饰 理查德·夏普（Richard Sharp）
- 杰弗里·托马斯（英语：Jeffrey Thomas (actor)） 饰 彼得·克朗普顿（Peter Crompton）
- 伊丽莎白·霍桑（英语：Elizabeth Hawthorne） 饰 克莉丝汀·克朗普顿（Christine Crompton）
- 格蕾丝·帕尔默（英语：Grace Palmer） 饰 黛布（Deb）

## 制作
2017年2月，胜图娱乐买下了《惊涛飓浪》的版权，负责电影的制作与发行。电影由莎蓮·活莉担纲主角，巴塔萨·科马库执导，亚伦·坎德尔和乔丹·坎德尔编剧，坎德尔兄弟与伍德蕾、科马库（通过名下的RVK Studios）及拉尔夫·温特担任制片人。2017年4月，麥爾斯·泰勒就加盟剧组进行谈判，有望与之前有过四次合作的伍德蕾进行对手戏。然而在同年5月，泰勒以“档期冲突”为由放弃了角色，由山姆·克拉弗林接手。
主体拍摄于2017年7月在斐济启动，共持续了六个星期。剧组每天乘船出海两个小时，伍德蕾说有许多人晕船。

## 发行
影片于2018年6月1日在美国上映，由胜图娱乐发行。电影制作成本高达3500万美元，其中2000万美元为影片预售给外国制片商所得，300万美元由胜图娱乐负责，余下1500万美元由湖岸娛樂、华谊兄弟和Ingenious Media共同出资。此外电影的拷贝及宣传费用高达2500万美元。

### 票房
电影在北美收获3140万美元的票房，在海外收获2850万美元的票房，全球票房共计5990万美元，成功收回3500万美元的制片成本。在北美，电影与《行动时刻》和《人類升級》同日上映，首周末预计可从3015家影院获得1000万到1500万美元的票房。最终首日票房为420万美元（包括周四晚点映的72.5万美元），首周末票房为1160万美元，位列票房榜第三位，仅次于《星際大戰外傳：韓索羅》和《死侍2》。有62%的观众为女性，69%的观众在25岁以上。次周票房530万美元，同比下降55%，位列票房榜第六位。

### 家用媒体
电影的数字高清版于2018年8月21日发行，蓝光于2018年9月4日发行，两者由环球影业家用媒体联合胜图娱乐发行。家用媒体额外收录了删减片段、三段花絮、预告片，以及导演巴塔萨·科马库和主演莎蓮·活莉的评述音轨。

### 专业评价
汇总媒体烂番茄根据202条评论打出69%的新鲜度，平均得分6.1/10。网站共识写道：“《惊涛飓浪》从爱情片平稳过渡到生存剧情片，很大程度上归功于莎蓮·活莉扣人心弦的核心表演。”Metacritic根据31条评论打出56/100的平均分，表示“褒贬不一或口碑平平”。影院评分观众评级B（评级范围从A+到F），PostTrak观众评分87%。

### 奖项
| 年份   | 大奖                     | 奖项               | 获得者        | 结果       | 参考资料 |
| ------ | ------------------------ | ------------------ | ------------- | ---------- | -------- |
| 2018年 | 多维尔美国电影节         | 最佳新人奖         | 莎蓮·活莉     | 獲獎       | [ 18 ]   |
| 2018年 | 青少年选择奖             | 最佳暑期电影女演员 | 莎蓮·活莉     | 提名       | [ 19 ]   |
| 2018年 | 青少年选择奖             | 最佳暑期电影男演员 | 山姆·克拉弗林 | 提名       | [ 19 ]   |
| 2018年 | 青少年选择奖             | 最佳暑期电影       | 《惊涛飓浪》  | 提名       | [ 19 ]   |
| 2018年 | 人民选择奖               | 年度剧情片演员     | 莎蓮·活莉     | 入圍短名單 | [ 20 ]   |
| 2018年 | 人民选择奖               | 年度剧情片         | 《惊涛飓浪》  | 入圍短名單 | [ 20 ]   |
| 2018年 | 萨凡纳艺术设计学院电影节 | 焦点奖             | 莎蓮·活莉     | 獲獎       | [ 21 ]   |